# Hans Sjövall
Hans Vilhelm Sjövall, född 22 mars 1922 i Sollentuna, Stockholm, död 29 december 1993 i  Bergkvara, Kalmar län, var en svensk officer i Flygvapnet.

## Biografi
Sjövall avlade studentexamen i Stockholm 1942, och började sin militära karriär 1943 vid Roslagens flygflottilj (F 2). År 1945 blev han officer och fänrik vid Blekinge flygflottilj (F 17). Han befordrades till löjtnant 1947, till kapten 1952, till major 1958, till överstelöjtnant 1964 och till överste 1971. Han blev kommendör av Svärdsorden 1974.
Sjövall tjänstgjorde större delen av sin militär karriär med signaltjänst, bland annat var chef för signalavdelningen vid Flygstaben åren 1961–1966, och chef för signalavdelningen vid Försvarsstaben åren 1966–1971. Åren 1971–1977 var han chef för Västgöta flygflottilj (F 6). Åren 1977–1982 var han stabschef vid Första flygeskadern. Sjövall avgick som överste 1982. 
Han är gravsatt i minneslunden på Solna kyrkogård.